# Erik Håker
Erik Håker (Oppdal, 4 marzo 1952) è un ex sciatore alpino norvegese.

## Biografia

### Stagioni 1970-1974
Sciatore polivalente, Erik Håker ottenne il primo piazzamento internazionale di rilievo ai Mondiali di Val Gardena 1970, classificandosi al 10º posto nello slalom gigante; l'anno seguente ottenne la prima vittoria, nonché primo piazzamento di rilievo, in Coppa del Mondo, nello slalom gigante disputato il 9 dicembre a Val-d'Isère.
Nel febbraio del 1972 partecipò agli XI Giochi olimpici invernali di Sapporo 1972, sua prima presenza olimpica, giungendo 5º nella discesa libera e non concludendo né lo slalom gigante (in cui stabilì il miglior tempo nella prima manche) né lo slalom speciale; nella successiva stagione 1972-1973 fu 2º nella classifica della Coppa del Mondo di slalom gigante, staccato di 34 punti dal vincitore Hansi Hinterseer. Venne convocato anche per i Mondiali di Sankt Moritz 1974, dove ottenne il 10º posto nella discesa libera.

### Stagioni 1975-1982
La stagione 1974-1975 fu la migliore di Håker in Coppa del Mondo: ottenne sei podi, con una vittoria, e si classificò 5º nella classifica generale e 3º in quella di slalom gigante; l'anno dopo ai XII Giochi olimpici invernali di Innsbruck 1976 si classificò 25º nella discesa libera, 26º nello slalom speciale e non concluse lo slalom gigante.
Ai Mondiali di Garmisch-Partenkirchen 1978 si piazzò 11º nella discesa libera e il 17 dicembre dello stesso anno colse, nella medesima specialità sulla Saslong della Val Gardena, la sua ultima vittoria in Coppa del Mondo; conquistò l'ultimo podio nel massimo circuito internazionale il 6 gennaio 1980 a Pra Loup, concludendo 3º in discesa libera alle spalle dello svizzero Peter Müller e dell'italiano Herbert Plank. Pochi giorni dopo, il 19 gennaio a Wengen, ottenne nella medesima specialità l'ultimo piazzamento nel circuito (12º); il suo ultimo piazzamento internazionale fu il 17º posto ottenuto nella discesa libera dei XIII Giochi olimpici invernali di Lake Placid 1980, mentre il suo ultimo risultato agonistico fu la medaglia di bronzo vinta nella discesa libera dei Campionati norvegesi 1982, disputata il 19 febbraio a Voss.

## Palmarès

### Coppa del Mondo
- Miglior risultato in classifica generale: 5º nel 1975
- 20 podi (11 in discesa libera, 8 in slalom gigante, 1 in combinata):
  - 5 vittorie (4 in slalom gigante, 1 in discesa libera)
  - 6 secondi posti
  - 9 terzi posti

#### Coppa del Mondo - vittorie
| Data             | Località    | Paese    | Specialità |
| ---------------- | ----------- | -------- | ---------- |
| 9 dicembre 1971  | Val-d'Isère | Francia  | GS         |
| 18 febbraio 1972 | Banff       | Canada   | GS         |
| 12 marzo 1973    | Naeba       | Giappone | GS         |
| 21 gennaio 1975  | Fulpmes     | Austria  | GS         |
| 17 dicembre 1978 | Val Gardena | Italia   | DH         |

Legenda:

DH = discesa libera

GS = slalom gigante

### Campionati norvegesi
- 18 medaglie[senza fonte]:
  - 11 ori (combinata nel 1970; slalom gigante nel 1973; discesa libera, slalom gigante nel 1974; discesa libera, combinata nel 1977; discesa libera, combinata nel 1978; discesa libera nel 1979; discesa libera nel 1980; discesa libera nel 1981)[1]
  - 3 argenti (discesa libera, slalom speciale nel 1970; slalom gigante nel 1978)
  -  4 bronzi (discesa libera nel 1969; combinata nel 1980; combinata nel 1981; discesa libera nel 1982)[senza fonte]

## Riconoscimenti
Nel 1979 fu insignito della Medaglia Holmenkollen, uno dei più prestigiosi riconoscimenti che viene attribuito ad atleti che praticano gli sport invernali.